# Antoine Ier d'Albon
Pour les articles homonymes, voir Antoine Ier, Famille d'Albon (Lyonnais) et Albon (homonymie).
Antoine d'Albon (né en 1508 - mort le 14 septembre 1573) est un abbé de Savigny et de l'Isle-Barbe, lieutenant du roi au gouvernement de Lyon, et pays du Lyonnais, Forez, Bourbonnais, Haute et Basse Marche, pays de Combrailles et Saint-Pierre-le-Moustier, successivement archevêque d'Arles puis de Lyon.

## Biographie

### Origines
Membre de la famille lyonnaise d'Albon, Antoine d'Albon est le fils de Guillaume d'Albon, seigneur de Saint-Forgeux, lieutenant des cent gentilshommes de la Maison du roi, puis gentilhomme ordinaire de la chambre de François II, et de Gabrielle de Saint-Priest qu'il avait épousé en 1505.
Depuis 1350, cinq de ses oncles et grands-oncles, deux de ses frères et un arrière-petit-neveu ont été « Chanoine-Comte de Lyon ».

### Carrière ecclésiastique
Il a 14 ans lorsqu'il est nommé abbé par François Ier, après avoir obtenu une bulle papale. En 1519 (?), il entre dans l'Ordre des bénédictins à l'abbaye de Savigny dont son grand-oncle était abbé,. L'année suivante son oncle lui résigna sa dignité, peu avant sa mort. Il n'en prit possession que par procuration, son père l'ayant envoyé étudier à l'université. Il devient par la suite abbé de Savigny, en 1520, puis peu de temps après la tête de l'abbaye de l'Île Barbe, en 1525,.
Il occupe les loisirs que lui laissent ses diverses fonctions à des travaux de traduction de Boèce et d'Ausone. Ce dernier était un poète gallo-romain du IVe siècle.
En 1561, à cause de la peste, c'est à Saint-Just-en-Chevalet qu'Antoine d'Albon, prieur de Savigny, reçoit des évêques de Saint-Flour et de Sarlat, la consécration épiscopale. 
Il est nommé archevêque d'Arles en 1561 et en 1563 quitte ce diocèse au profit du Cardinal d'Este archevêque de Lyon (ou d'Auch ?). Il devient donc archevêque de Lyon dès 1563 jusqu'à 1573.

### Épiscopat
Durant ses neuf années d'épiscopat il encouragea ceux qui entreprenaient de restaurer la foi catholique, à commencer par les jésuites auxquels il confia le collège de la Trinité.

En 1567 une conjuration de Protestants voulut s'emparer à nouveau de la ville ; elle fut déjouée, de nombreux réformés furent exilés et des listes de personnalités furent établies. Le 31 août 1572, la nouvelle du massacre de la Saint-Barthélemy à Paris provoqua la tuerie d'un millier d'entre eux : les « Vêpres lyonnaises ».
Antoine d'Albon cède sa prélature à son neveu Pierre d'Espinac et se retire au prieuré de Saint-Rambert dans le Forez dont il était prieur. Il y décède le 14 septembre 1573. Il est inhumé dans l'église de Saint-Forgeux.

### Sources
- Michel Francou, Armorial historique des archevêques de Lyon, 2002, Éditions René Georges, Lyon, 178 pages.